# Sjilka (flod)
Sjilka (russisk: Шилка, tr. Sjilka) er en flod i Zabajkalskij kraj i det sydøstlige Rusland. Den er 560 km lang, med et afvandingsareal på 206.000 km². Den dannes ved sammenløbet af floderne Onon og Ingoda. Ved Shilkas sammenløb med Argun på den russisk-kinesiske grænse dannes floden Amur. Floden er sejlbar i hele sin længde.
Langs floden ligger byerne Sretensk og Sjilka.